# Hov Fyr
Hov Fyr er et 12 meter højt vinkelfyr bygget i 1893, ca 3 km nordøst for Lohals på nordspidsen af Langeland. Tårnet er malet med røde og hvide bælter. Fyret blev allerede 1893 udstyret med spejlapparat og jalousier til frembringelse af et- og toblinks vinkler. Jalousierne blev drevet af et urværk, der afblændede lyset i regelmæssige perioder.
I 1907 blev spejlapparatet udskiftet til et linsefyr med en petroleums-glødenetsbrænder, som igen i 1923 blev ombyttet med en engelsk glødenetsbrænder. I 1937 fik fyret indlagt elektricitet, og der blev installeret en 220 volt, 250 watt glødelampe med en AGA gasbrænder som reserve når lampen gik i stykker.
Fyret er udstyret med et nødgeneratoranlæg, samt 2 lamper styret af en lampeveksler. jalousisystemet blev fjernet, efter at glødelampen gjorde det muligt at blinke, så fyret nu i stedet blinker med en karakter på 4 sekunders lys og 4 sekunders mørke.
Hov fyr kan ses i en afstand af 12 sømil. Fyret blev automatiseret i 1950.